# Southwest Gander River
Der Southwest Gander River ist ein etwa 70 km langer Fluss auf der zur kanadischen Provinz Neufundland und Labrador gehörenden Insel Neufundland.

## Flusslauf
Der Southwest Gander River bildet den Abfluss des 215 m hoch gelegenen Sees Little Gander Pond im östlichen Zentrum der Insel. Der Southwest Gander River fließt anfangs 20 km nach Norden und wendet sich anschließend in Richtung Nordnordost. Bei Flusskilometer 55 trifft ein größerer Nebenfluss, der den Southwest Pond entwässert, von rechts auf den Southwest Gander River. Bei Flusskilometer 19 mündet der Dead Wolf Brook von rechts in den Fluss. 10 km weiter westlich verläuft der Northwest Gander River annähernd parallel. Beide Flüsse münden in das Südwestufer des Gander Lake und bilden die Hauptquellflüsse des Gander River, der den See nach Norden hin entwässert.

## Hydrologie
Der Southwest Gander River entwässert ein Areal von schätzungsweise 960 km². Der mittlere Abfluss am Pegel bei Flusskilometer 32 beträgt 14,2 m³/s. Die höchsten monatlichen Abflüsse treten gewöhnlich im April mit im Mittel 45,1 m³/s auf.